# 神野 (鹿嶋市)
神野（かの）は、茨城県鹿嶋市にある地区名。現行行政地名は神野一丁目から神野四丁目である。鹿嶋区域に属する。郵便番号は314-0037。

## 世帯数と人口
2017年（平成29年）7月1日現在の世帯数と人口は以下の通りである。
| 丁目      | 世帯数  | 人口    |
| --------- | ------- | ------- |
| 神野1丁目 | 117世帯 | 285人   |
| 神野2丁目 | 146世帯 | 334人   |
| 神野3丁目 | 162世帯 | 386人   |
| 神野4丁目 | 47世帯  | 123人   |
| 計        | 472世帯 | 1,128人 |

## 地理
神野地区はJR東日本鹿島線の鹿島神宮駅から茨城県道18号茨城鹿島線に沿って（途中宮下や城山地区を通過しながら）南下した場所に位置する。同地区の周辺は北に城山、東に宮中と接する。南西には大船津と接するがその地区内に広がる水田地帯と隣り合う。またその大船津より西の先に鰐川が広がる。

## 歴史
- 1985年（昭和60年）6月1日 - 旧・宮中の一部から新字名に神野一丁目から四丁目を設定する。

## 交通
- 道路では茨城県道18号茨城鹿島線が神野と東隣の宮中との境に通っている。

- JR鹿島線の鹿島神宮駅が北の宮下に位置し神野からでも茨城県道18号を北に沿うと着く。

## 施設や名所
- 武道具鹿嶋堂
- 神野農村集落センター
- 神野稲荷神社